# Animale
Animale és una pel·lícula de drama fantàstic franco-belga dirigit per Emma Benestan i estrenada el 2024.
La pel·lícula va començar el seu viatge en la projecció especial de clausura de la 63a Setmana de la Crítica, durant el 77è Festival Internacional de Cinema de Canes.

## Argument
A la Camarga, la Nejma s'entrena de valent per fer realitat el seu somni: trepitjar la sorra de l'arena per desafiar els toros i convertir-se en la primera dona a guanyar una camarga. Els seus amics jardiners la donen suport, però la seva mare ho desaprova. Després d'una nit d'embriaguesa on la Nejma i els seus amics van a veure els toros, la Nejma, molt borratxa, entra sola al recinte de toros i perd el coneixement. La van trobar amb algunes ferides lleus i no recorda res. Mentre la temporada està en ple ritme, s'atribueixen morts sospitoses de vigilants pels bous, tot i que els bous no ataquen sense motiu i els vigilants saben molt bé com comportar-se amb ells. Mentrestant, la Nejma sent cada cop més coses estranyes al seu cos i ment, sense entendre què li passa.

## Distribució
- Oulaya Amamra: Nejma
- Damien Rebattel: Tony
- Vivien Rodríguez: Kylian
- Claude Chaballier: Leonard
- Elies-Morgan Admi-Bensellam: Jordan
- Pierre Roux: Arthur
- Marinette Rafaï: Ouarda
- Renaud Vinuesa: Renaud

## Recepció crítica
Per Le Canard enchaîné, « Emma Benestan ofereix una variació sorprenent sobre el tema del minotaure femení, amb un missatge fort ».
Per Diagonale le magazine, « la pel·lícula explica la història d'una heroïna en el món d'homes. Una pel·lícula sensible i poètica, que no té por de mostrar allò que no es pot veure, de filmar allò que no es pot filmar, de desafiar aquesta societat violenta i de nomenar els seus autors».
Per La Gazette de Montpellier, « Animale marca la confirmació del talent d'Emma Benestan, que 'Fragile havia deixat entreveure. Tot i subvertir el bon vell mite del Minotaure, Emma Benestan produeix un espectacle visualment impressionant que forma part de la continuïtat de les metafantasies i nefo-fantasies sexuals franceses. I metaforitza els ultratges sexuals abans d'infligir, en resposta justa, una violenta venjança bestial. Un sud-oest, fosc, bonic i inquietant ».